# Akerstraat
De Akerstraat is een straat in het centrum van de Nederlandse stad Maastricht. De straat was vanouds onderdeel van een belangrijke uitvalsweg op de rechter Maasoever, de Oude Akerweg. Sinds 1962 ligt hier de Scharnertunnel. De Akerstraat anno 2021 is een drukke verkeersstraat met een gemengde bebouwing uit de vroege en late twintigste eeuw.

## Naamgeving
De straatnaam Akerstraat werd in 1892 officieel vastgesteld, maar de weg bestond al veel eerder, zoals op oudere plattegronden en maquettes is te zien. De weg is genoemd naar de Duitse stad Aken, die ongeveer vijfentwintig kilometer ten oosten van Maastricht ligt. De voormalige Oude Akerweg (nu: Keerderstraat) en de huidige Akersteenweg, beide in Scharn-Heer, zijn eveneens naar deze stad genoemd. Indirect verwijst de straatnaam naar een voormalige stadspoort, de Aker- of Duitse Poort. Een zijstraat van de Akerstraat heet Duitsepoort. De aangrenzende buurt Heugemerveld werd van 1966 tot 1998 Akerpoort genoemd. De straatnamen Hoogbrugstraat en Hoogbrugplein verwijzen naar de Hoogbruggepoort, een oudere naam voor de Akerpoort.

## Ligging
De Akerstraat ligt op de rechter Maasoever, grotendeels binnen de grenzen van de centrumbuurt Wyck. Een onbebouwd terrein aan de zuidoostzijde van de straat bevindt zich in Heugemerveld, een van de zeven buurten van Maastricht-Oost. Binnen Wyck vormt de straat tevens de (niet-officiële) grens tussen de laatnegentiende-eeuwse Stationsbuurt en het laattwintigste-eeuwse Céramique. De straat is min of meer oost-west georiënteerd; de huisnummering verloopt van oost naar west. De Akerstraat telt aan de noordzijde drie zijstraten, van oost naar west: Spoorweglaan, Alexander Battalaan en Wilhelminasingel. Aan de zuidzijde zijn vier zijstraten: Duitsepoort, Heugemerweg, Clermontlunet en Avenue Céramique.

## Verkeer en inrichting
De Akerstraat is ruim tweehonderd meter lang en op de meeste plaatsen ongeveer 27 meter breed. De straat bestaat uit een tweebaans hoofdweg, die deels samenvalt met de zeven meter brede tunnel, en twee ventwegen. Op de hoofdweg is verkeer in beide richtingen toegestaan; op de ventwegen geldt eenrichtingsverkeer. Fietsers maken verplicht gebruik van de ventwegen. De zuidelijke ventweg gaat aan de oostzijde over in een circa 2,5 meter brede fietstunnel. De noordelijke fietstunnel eindigt op het Stationsplein en is gedeeltelijk gecombineerd met een voetgangerstunnel. De voetgangers- en fietstunnels zijn fysiek gescheiden van de hoofdtunnel. De enigszins verborgen zuidelijke ingang van de voetgangerstunnel bevindt zich in een perkje naast het kantoorgebouw De Colonel. Parkeren (alleen betaald parkeren) is toegestaan in de aangegeven parkeervakken langs de ventwegen.
Het wegdek van de Akerstraat bestaat uit asfalt (hoofdweg, inclusief tunnel) of klinkerbestrating (ventwegen, inclusief parkeerstroken). De tunnel heeft nog de oorspronkelijke inrichting met betegelde wanden. Het wegdek van de noordelijke fietstunnel is geasfalteerd; dat van de zuidelijk bestaat uit betontegels. Op de ventwegen ontbreken fietsstroken. De hoofdweg wordt over bijna de gehele lengte gescheiden van de ventwegen door middel van een laag betonnen muurtje, deels met ijzeren balustrade. De trottoirs zijn op verschillende manieren bestraat: stoeptegels in het noordelijk straatdeel en klinkers aan de kant van Céramique. De drukke kruising Akerstraat-Avenue Céramique-Hoogbrugplein-Wilhelminasingel is aan de kant van de Akerstraat voorzien van een middenberm, zebrapaden en beveiliging met verkeerslichten, waaronder aparte verkeerslichten voor stads- en streekbussen. De dubbele noordelijke rijbaan is voorzien van voorsorteerpijlen voor links- en rechtsaf; rechtdoor is niet toegestaan. De Akerstraat is vrijwel boomloos: alleen aan de zuidoostzijde staan enkele bomen in een plantsoentje; aan de noordoostzijde staat één boom op de hoek van de Spoorweglaan.

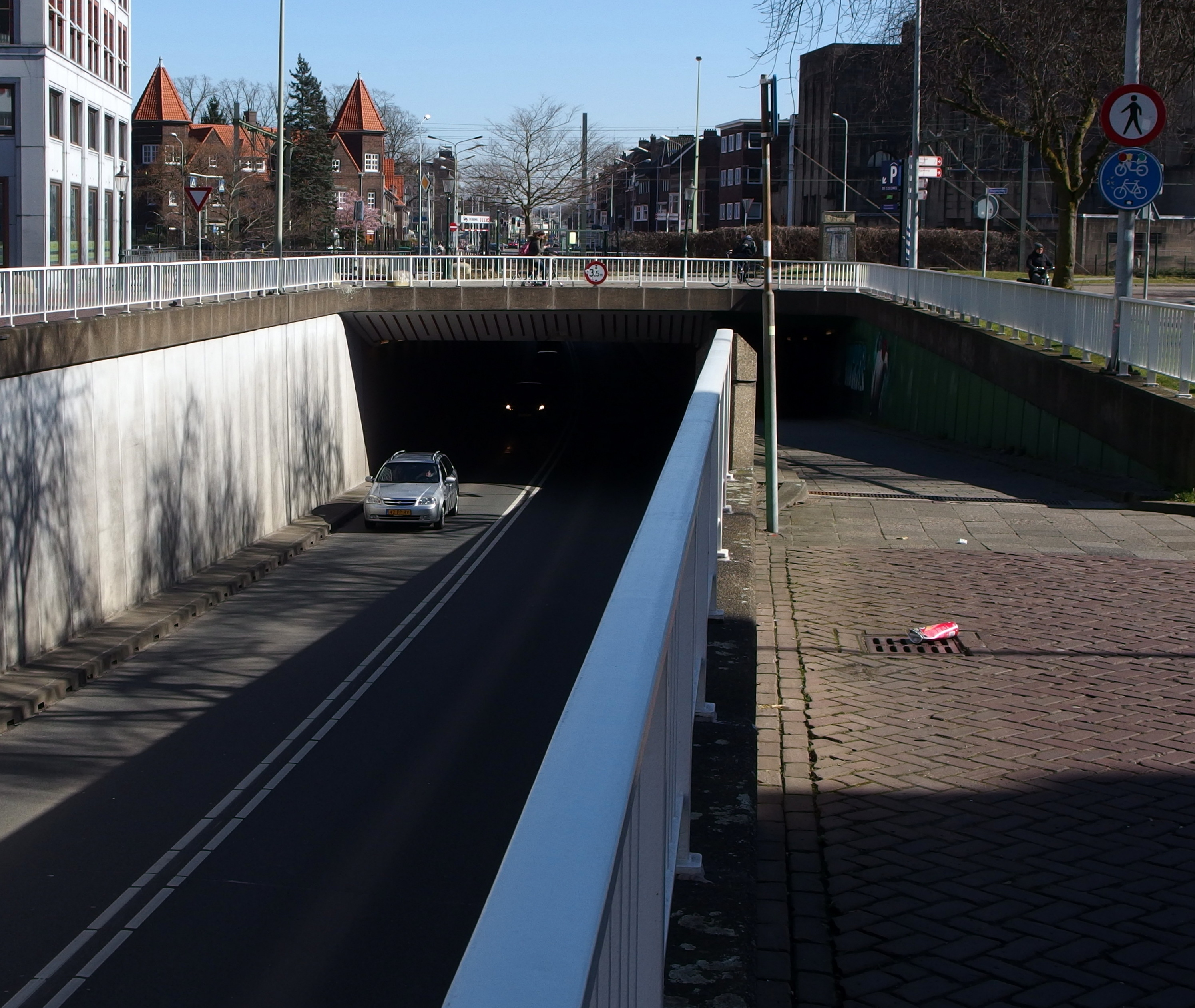
Bestrating en afscheidingen
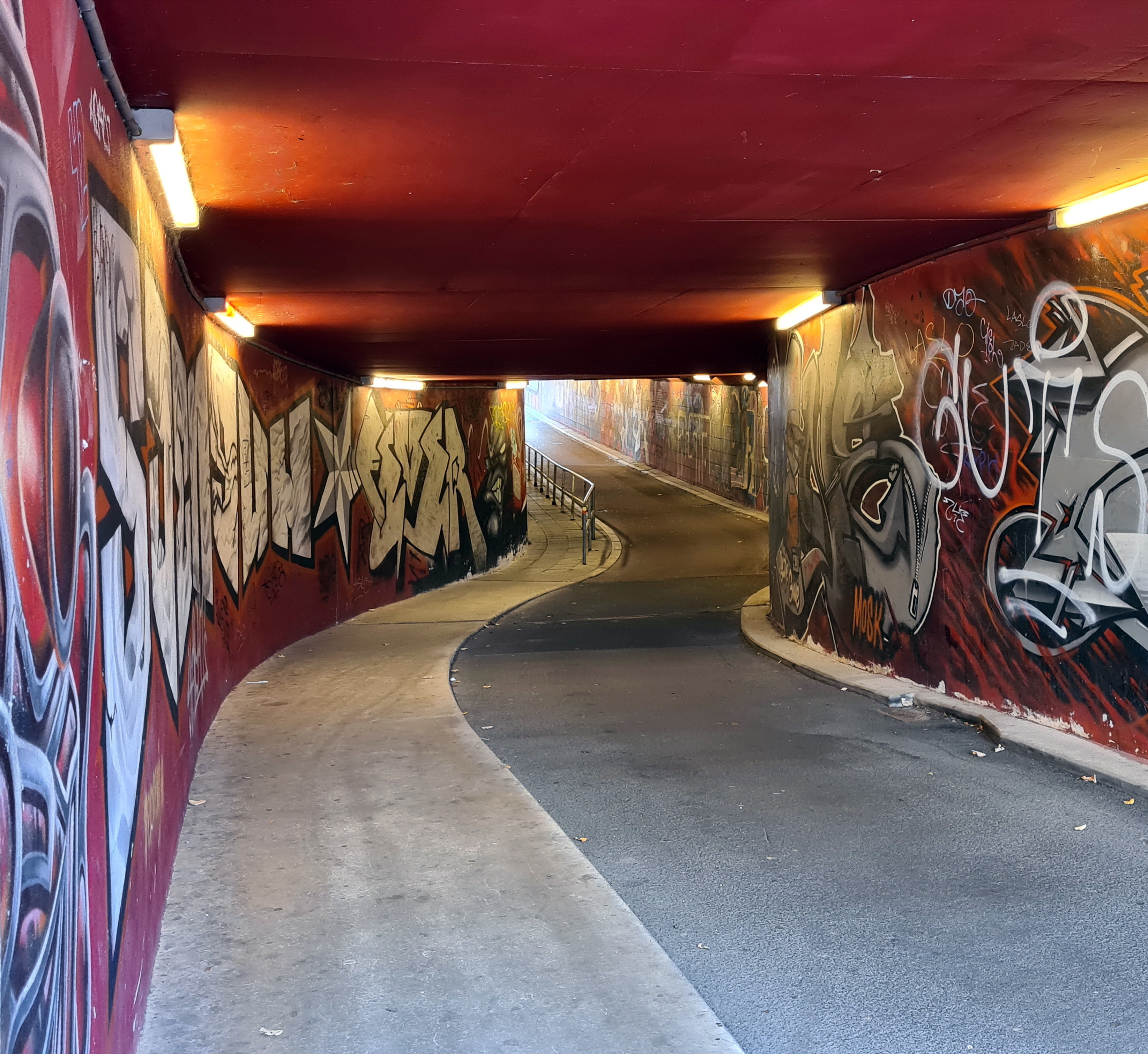
Voetgangers- en fietstunnel
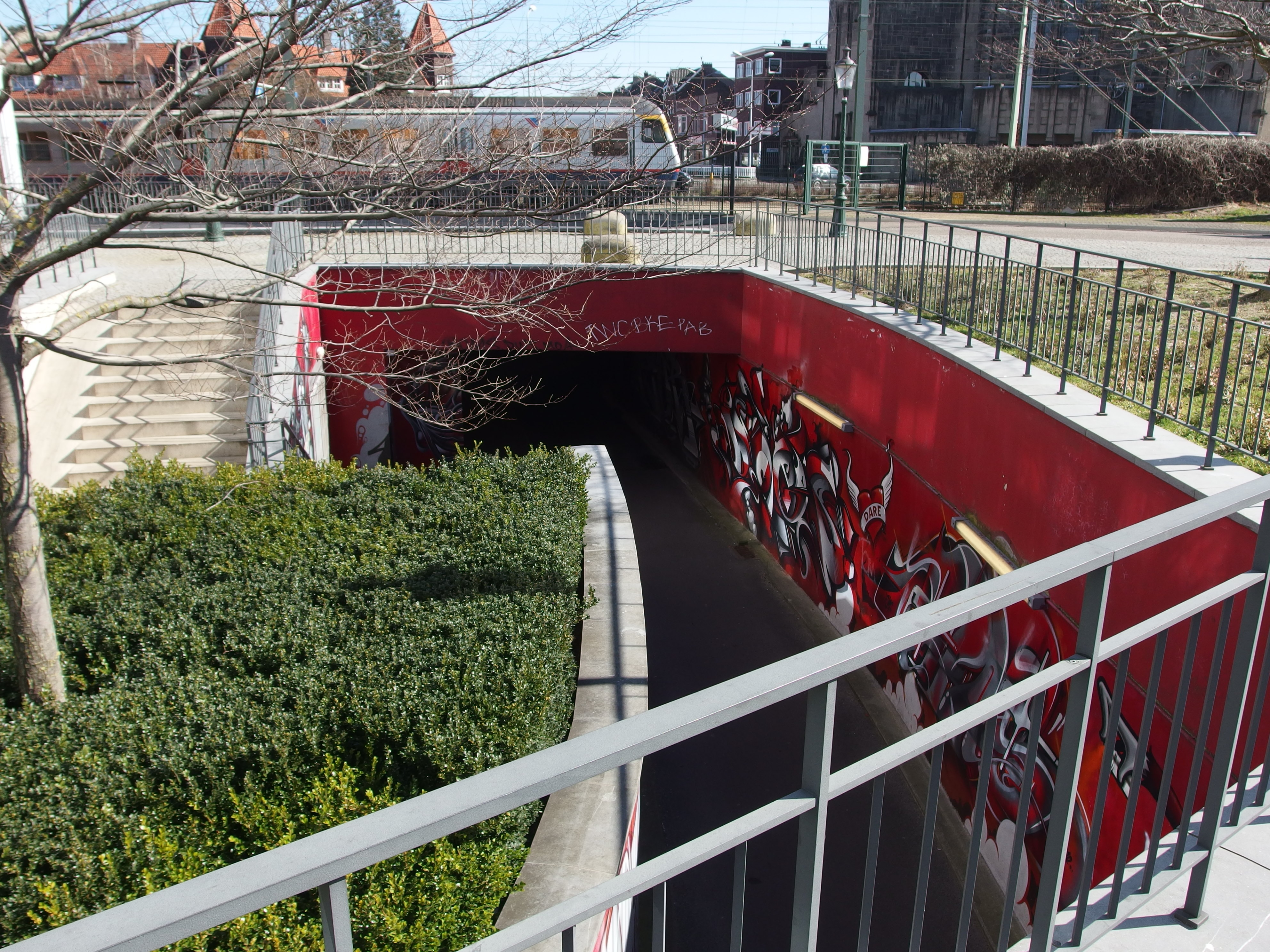
Ingang voetgangerstunnel
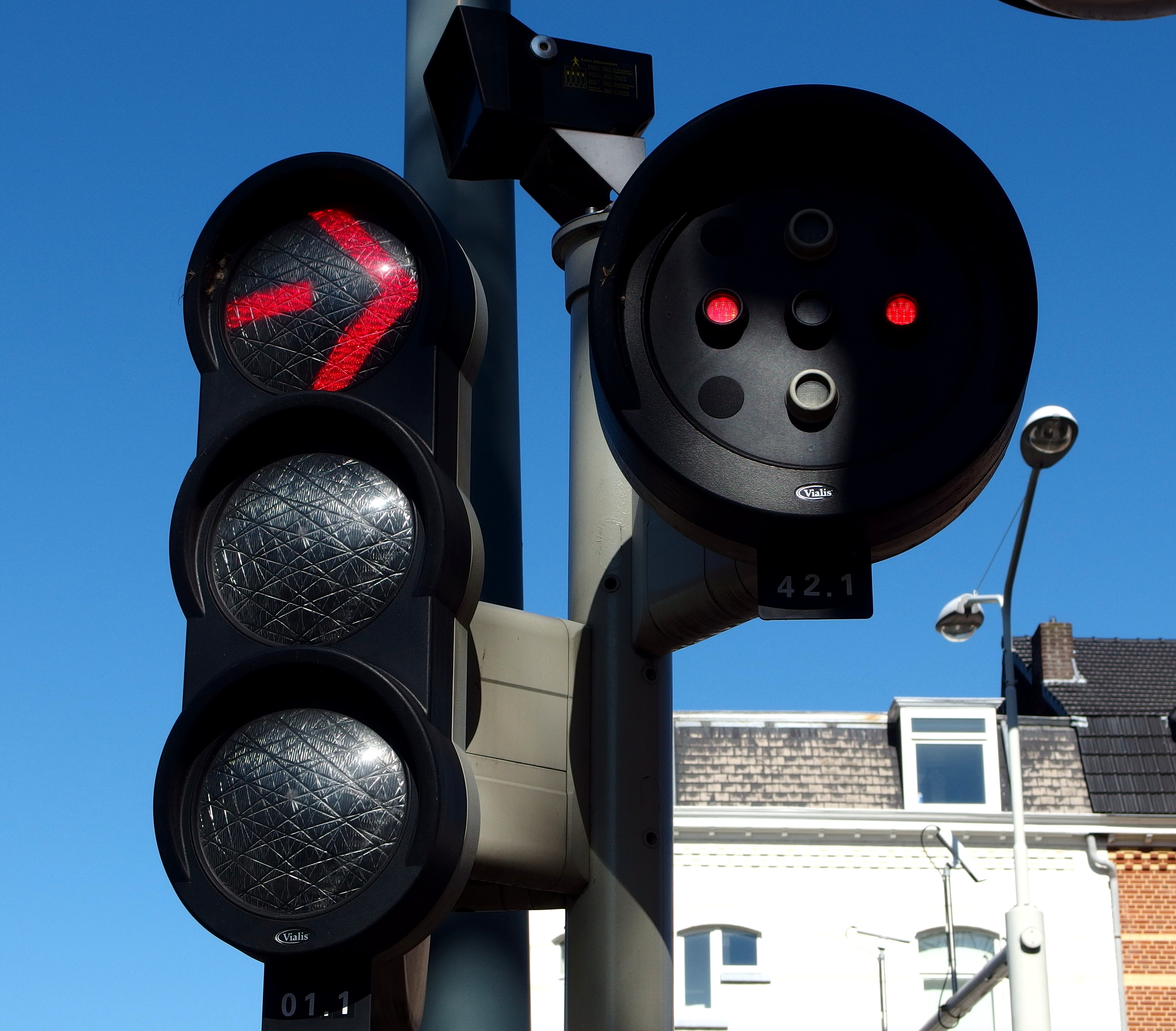
Verkeerslichten

## Geschiedenis

### Tot 1800
Dat de Akerstraat oud is, kan als een vaststaand feit worden beschouwd. De Akerstraat en de in het verlengde daarvan liggende Scharnerweg waren onderdeel van de middeleeuwse – mogelijk Romeinse – weg van Maastricht naar Aken, de Oude Akerweg. In het verleden hebben (amateur)historici gemeend dat de weg naar Aken deels samenviel met de heerbaan naar Keulen (de Via Belgica), maar deze laatste liep door het Geuldal, zoals onderzoek heeft aangetoond. De weg naar Aken liep waarschijnlijk vanaf de Romeinse brug van Maastricht via de Hoogbrugstraat, de Akerstraat en de Scharnerweg naar Scharn, en vandaar via Bemelen, Gasthuis, Heerstraat, Scheulder, Ingber en Gulpen naar Aken. Hoewel een Romeinse oorsprong niet is uitgesloten, is het waarschijnlijker dat de weg in de karolingische tijd is ontstaan, nadat Karel de Grote zijn hoofdpalts in Aken had gevestigd. Tot 1824 was dit de belangrijkste weg tussen Maastricht en Aken, hoewel het niet uitgesloten is dat vanaf eind achttiende eeuw de toen al geplaveide weg over Valkenburg en Heerlen die rol overnam.
De voorstad Wyck is in de middeleeuwen altijd veel kleiner gebleven dan het stadsdeel op de linker Maasoever. In feite bestond Wyck uit twee hoofdstraten: de min of meer parallel aan de Maas lopende Rechtstraat en de dwars daarop gepositioneerde Hoogbrugstraat. Volgens de Maastrichtse stadsarcheoloog Titus Panhuysen werd deze kleine woonkern al aan het einde van de twaalfde eeuw beschermd door een aarden verdedigingswal met palissaden en een gracht. In de veertiende eeuw verloor de aarden wal zijn functie door de bouw van de verder oostwaarts gelegen Wycker stadsmuur. Aan het einde van de Hoogbrugstraat, waar nu het Hoogbrugplein ligt, verrees de Duitse Poort, in de middeleeuwen meestal aangeduid als Hoogbruggepoort, vanwege de hoge, stenen brug over een zijtak van de Maas, die hier als stadsgracht fungeerde.
In de stedenatlas Civitates orbis terrarum van Braun en Hogenberg is naast een gewone plattegrond ook een vogelvluchtperspectief van Maastricht afgedrukt, beide omstreeks 1575 ontstaan. Met name het vogelvluchtperspectief geeft een fraai beeld van de voorstad Wyck, gezien vanaf de veldzijde. Vanaf de Hoogbruggepoort, die in 1543 gemoderniseerd was, liep de oude weg naar Aken oostwaarts. Ook de andere stadspoort van Wyck, de Sint-Maartenspoort, is afgebeeld, maar deze boette in de eeuwen daarna steeds meer in betekenis in. Al het verkeer vanuit of in de richting van Aken, Keulen, Mainz of Frankfurt am Main maakte gebruik van de Hoogbruggepoort en de Oude Akerweg.
Vanaf de zeventiende eeuw werden buiten de stadsmuren van Wyck buitenwerken aangelegd, waarvan er een, het ravelijn De Raaf, ter plekke van de huidige Akerstraat lag. Het vrij liggende vestingwerk werd in de periode 1615-1632, tijdens de Tachtigjarige Oorlog, buiten de Duitse Poort aangelegd. De keel van het ravelijn lag ter plekke van de Wilhelminasingel; de saillant als het ware midden op de Akerstraat, iets ten oosten van de hoek met de Alexander Battalaan. Op de Franse Maquette van Maastricht is de situatie buiten Wyck in het midden van de achttiende eeuw nauwkeurig weergegeven. Een reiziger die de stad via de Duitse Poort verliet, moest eerst, via een slingerbeweging en gedeeltelijk door een tunnel, de vestinggordel doorkruisen. Ongeveer ter plekke van de achtertuin van Akerstraat 8 bevond zich een viersprong en kon men kiezen: linksaf (richting Meerssen), rechtsaf (naar Heugem en Visé), of rechtdoor (richting Valkenburg of Aken). Bebouwing was hier niet of spaarzaam aanwezig. Binnen het schootsveld van de vesting mocht niet worden gebouwd; gebeurde dat toch, dan moest het bouwwerk bij oorlogsdreiging binnen drie dagen kunnen worden afgebroken.
Het gehele gebied ten oosten van Wyck werd op oude kaarten aangeduid als Wyckerveld. Het is niet duidelijk onder welke jurisdictie dit gebied tijdens het ancien régime viel. De dorpen Heer en Scharn behoorden tot de elf banken van Sint-Servaas; Heugem maakte deel uit van de heerlijkheid, later rijksgraafschap Gronsveld, terwijl andere delen van het gebied op de oostelijke Maasoever tot de heerlijkheid Sint Pieter, de graafschap van de Vroenhof of het Land van Valkenburg behoorden. De stad Maastricht bezat de jurisdictie over het buitengebied dat binnen de zogenaamde banmijl lag, terwijl de tienden toekwamen aan het kapittel van Onze-Lieve-Vrouwe of de pastoor van Wyck. Vanaf de zeventiende eeuw lag het gedeelte van de Oude Akerweg dat tegenwoordig Akerstraat heet, grotendeels binnen de vestinggordel en viel daarmee onder de verantwoordelijkheid van de Staten-Generaal van de Nederlanden.

### Negentiende eeuw
In de Franse Tijd (1794-1814) vervielen de oude grenzen en rechten. Het gebied rond de Akerstraat werd ingedeeld bij de gemeente Maastricht, met uitzondering van het oostelijk deel (vanaf de hoek Heugemerweg), dat werd ingedeeld bij Heer (tot 1828 Heer en Keer). Die situatie bleef ongewijzigd tot 1907, toen bij een kleine grenscorrectie de hele straat bij Maastricht werd gevoegd. In 1920 zou een veel groter gebied van Heer worden geannexeerd, waarbij de gehele Scharnerweg Maastrichts werd.
In 1823 begon de aanleg van de Akersteenweg, de nieuwe weg naar Aken, via Margraten, Gulpen en Vaals. Op aandringen van de Maastrichtse Kamer van Koophandel werd deze weg door de rijksoverheid als steenweg aangelegd. De bestrating vond plaats tussen 1826 en 1828. De huidige Heerderweg was onderdeel van deze rijksweg, tegenwoordig provinciale weg N278. Op de kadasterkaart van 1842 is te zien hoe de 'Akerstraat' zich buiten de vesting vertakte in vier uitvalswegen, één meer dan twintig jaar eerder: naar het noorden de huidige Meerssenerweg (het eerste stuk min of meer samenvallend met de latere spoorweg); naar het oosten de huidige Scharnerweg; naar het zuidoosten de tegenwoordige Heerderweg; en naar het zuiden de Heugemerweg.
Omstreeks 1860 veranderde de situatie opnieuw door de aanleg van de spoorlijn Maastricht-Luik door de Belgische Compagnie du Chemin de fer de Liège à Maestricht et ses extensions. Aan de oostzijde van de (latere) Akerstraat werd een spoorwegovergang aangelegd, waarna de aftakkingen naar de Meerssenerweg en de Heerderweg in oostelijke richting opschoven, tot voorbij de spoorwegovergang. De opheffing van de vestingstatus in 1867 en de sloop van zowel de Duitse Poort als het ravelijn De Raaf een jaar later, maakten het rechttrekken van de oostelijke uitvalsweg mogelijk. Op een schetsplattegrond uit 1881 is de Akerstraat ("Nieuwe Uitgang") in rudimentaire vorm te zien. De definitieve aanleg en verkaveling van de kaarsrechte en bijna dertig meter brede Akerstraat, zoals die er nu ligt, zou echter nog jaren op zich laten wachten.
Van meet af aan stond vast dat tussen Oud-Wyck en het station een woonwijk voor de middenklasse zou komen. Hier waren ruime herenhuizen gepland, bedoeld voor middenstanders, leraren, ambtenaren en het hogere kader van fabrieken en instellingen. Door vertraging van de zijde van het Domeinbestuur, dat de vestinggronden in bezit had, werden de gronden pas in 1881 aan de gemeente overgedragen. Een jaar later werd een rastervormig stratenplan gepresenteerd door stadsarchitect W.J. Brender à Brandis. Daarop is te zien dat de hoofdstructuur van de wijk bestond uit twee assen: de 'Percée' (de Wycker Brugstraat-Stationsstraat) en de 'Singelweg' (de Wilhelminasingel). Parallel aan de Percée liep de Akerstraat, beide met een profielbreedte van 27 meter en een dubbele bomenrij. Alleen de Wilhelminasingel werd met circa 35 meter breder. Begin 1885 was in het zuidelijk deel van de nieuwe woonbuurt de aanleg van gasleidingen en riolering, de bestrating met grind en de beplanting met bomen voltooid. In hetzelfde jaar werd begonnen met de verkoop van kavels aan de Wilhelminasingel en de Stationsstraat. Bij de verkoop golden voor de hoofdstraten de verkoopvoorwaarden dat men binnen twee jaar moest beginnen met de bouw, dat per perceel slechts één huis was toegestaan, dat minimaal twaalf meter hoog moest zijn en waarvan, indien het een hoekpand betrof, de hoeken afgeschuind dienden te worden. In 1892 kregen de meeste straten in de buurt hun officiële naam.
De eerste bebouwing aan de Akerstraat dateert vermoedelijk van omstreeks 1900. Een van de meest karakteristieke, tevens oudste panden was de villa, die aan de rand van het fabrieksterrein van de aardewerkfabriek Société Céramique, in de as van de Wilhelminasingel lag. Deze riante directievilla werd rond 1900 gebouwd in opdracht van Jean Defesche, commercieel directeur van de Société Céramique, destijds de belangrijkste werkgever in Wyck. De villa in chaletstijl was versierd met tegeltableaus uit de eigen fabriek, mogelijk ontworpen door de plateelschilder Henri Breetvelt, die van 1902 tot 1906 (1909?) voor de Société Céramique werkte.

### Eerste helft twintigste eeuw
Aan het begin van de twintigste eeuw was de Akerstraat volop in ontwikkeling. Op plattegronden uit omstreeks 1900 is te zien dat er toen twee belangrijke spoorwegovergangen in Wyck waren: een aan het oosteinde van de Percée, aansluiting gevend op de Meerssenerweg, en een aan het oosteinde van de Akerstraat, met aansluitingen op de Scharnerweg en de Heerderweg. Na de bouw van het nieuwe Station Maastricht (1913-1915) verviel eerstgenoemde oversteekoptie. Omdat de Akerstraat-overweg het toegenomen verkeer niet aan kon – mede doordat de spoorbomen vaak en lang gesloten waren – werd slechts honderd meter ten zuiden hiervan een nieuwe spoorwegovergang aangelegd (te zien op de plattegrond uit 1914 hiernaast). Een nieuwe verbindingsweg, de Duitsepoort, leidde het verkeer vanaf de Akerstraat naar de nieuwe overweg die aansluiting gaf op de Heerderweg. Voetgangers die wilden oversteken konden vanaf 1916 gebruik maken van een houten passerelle over het spoor, aan de zuidzijde van het Stationsplein.
Van 1925 tot 1938 liep er tussen de Heerderweg en de Duitse grens in Vaals een stoomtramlijn, de tramlijn Maastricht - Vaals. In 1928 werd de door de Limburgsche Tramweg-Maatschappij geëxploiteerde lijn doorgetrokken naar het Stationsplein in Maastricht, waar een modern ogend wachthuis werd opgericht. Tien jaar later bleek de lijn onrendabel en werd de trambaan al weer afgebroken. In dezelfde periode, de crisisjaren 1930, kwam door de Maaswerken en het dempen van het winterbed van de Maas rondom Wyck, een einde aan de voorheen regelmatig optredende overstromingen.
Het drukke verkeer op de Akerstraat trok allerlei bedrijvigheid aan. Bij de overweg stond aan de linkerkant (noordzijde) de ijskraam "Venezia" van de familie Belfi. Op de hoek van de Spoorweglaan lag de voor die tijd moderne garage Fissette, later Jean Stegen (met benzinepomp), nog later Lousberg en daarna tapijtenhal Carpetland/Carpetright. Verderop lag het grote complex van de NV Limburgsch Landbouwsyndicaat, later opgegaan in het Landbouwbelang. Op de westelijk hoek van de Alexander Battalaan was de expediteur Van Hoorens gevestigd, later groothandel Lardenoye en tot de gedeeltelijke sloop in 2021 Music House Daan Smit. Tegenover de ijskraam stond bij de overweg een rijtje panden, waaronder een seinwachtershuis, café Schenk en een benzinepomp, die alle moesten wijken voor de bouw van de Scharnertunnel. Datzelfde lot trof de bebouwing op de kop van de Duitsepoort/Heugemerweg, waaronder bouwmaterialenhandel Gebr. Budé en slagerij Dreesen. Op de andere hoek van de Heugemerweg bleef de rijwielhandel Nijsten(?) gespaard, evenals het naastgelegen café-hotel Colson.
De Tweede Wereldoorlog liet  ook aan de Akerstraat zijn sporen na. Zowel de Duitse bezetters als de Amerikaanse bevrijders trokken via deze straat Maastricht binnen. In het pand Akerstraat 18 woonde van 1940 tot 1942 de familie Leiser. De joodse veekoopman Hermann Leiser was in mei 1940 met zijn gezin gevlucht vanuit het Duitse Kerpen (bij Keulen) via Rotterdam naar Maastricht. Eind augustus 1942 werden ze gedeporteerd, eerst naar Westerbork, een week later naar Auschwitz. Bertha Leiser-Meyer (1898-1942) en haar dochters Martha (1925-1942) en Ilse (1927-1942) werden daar meteen na aankomst vermoord. Haar man Hermann (1893-1944) en zoon Erich (1924-1944) werden als dwangarbeiders te werk gesteld en kwamen anderhalf jaar later ergens in Midden-Europa om het leven. Op 26 juni 2018 werden ter hunner herinnering voor het pand Akerstraat 18 vijf struikelsteentjes geplaatst.

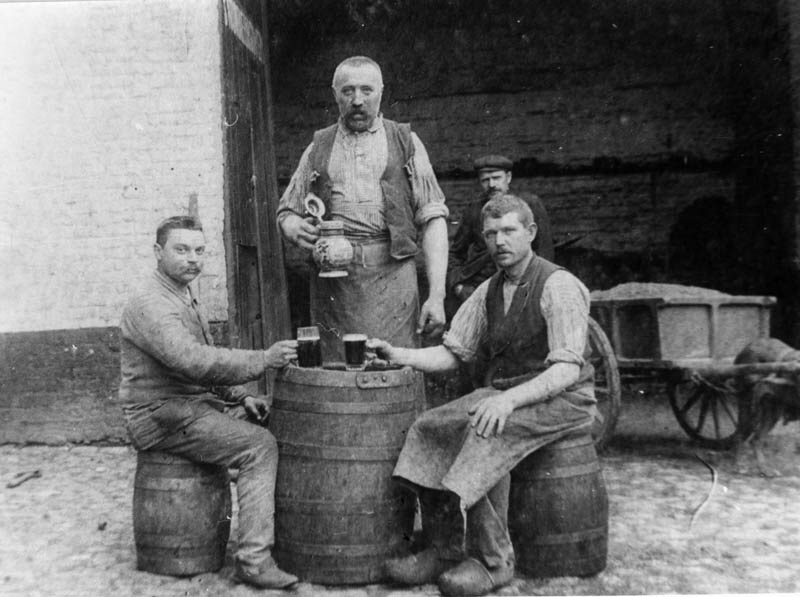
Akerstraat 1, ca. 1890-1895
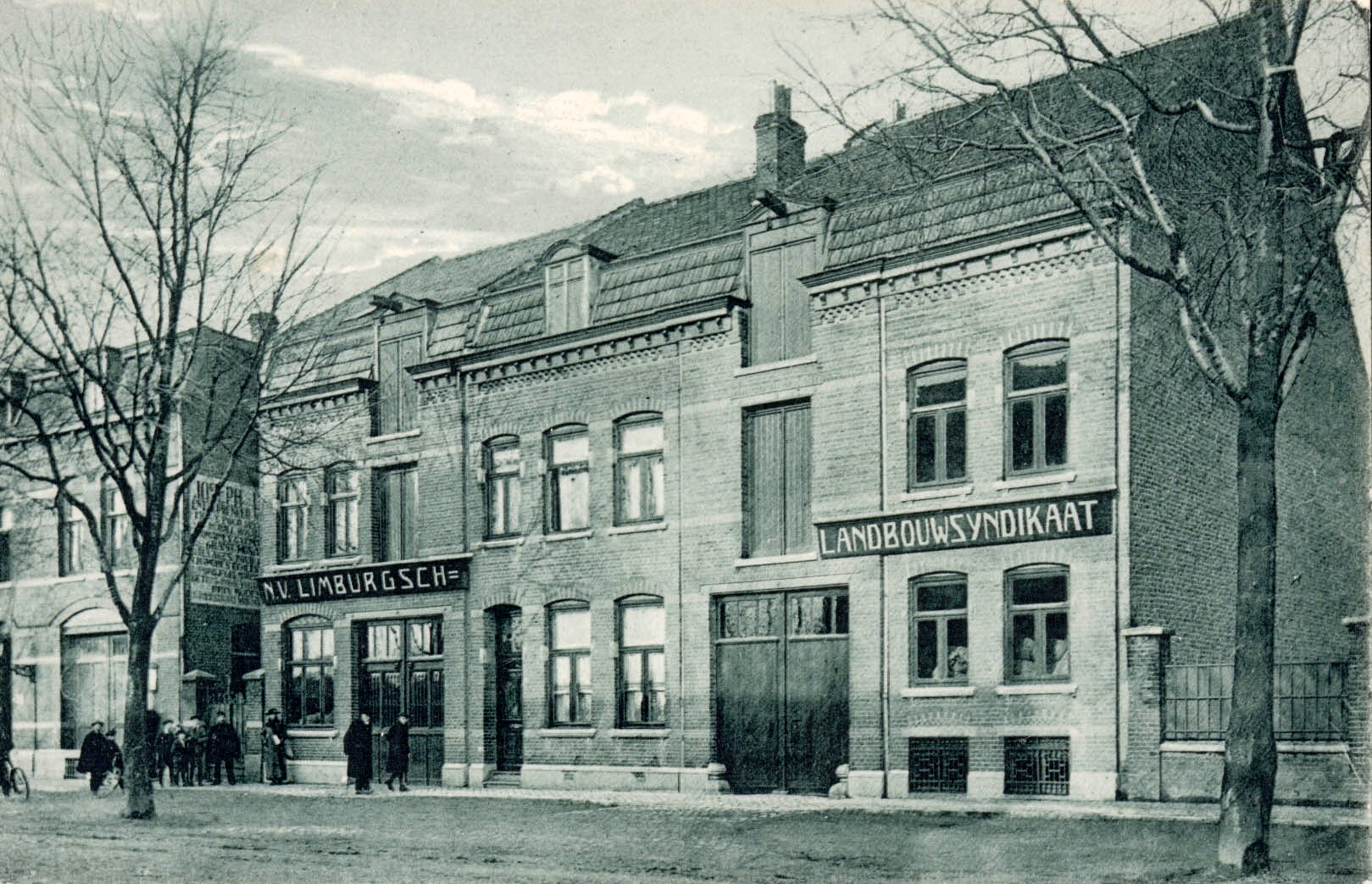
Limburgsch Landbouwsyndicaat, 1905
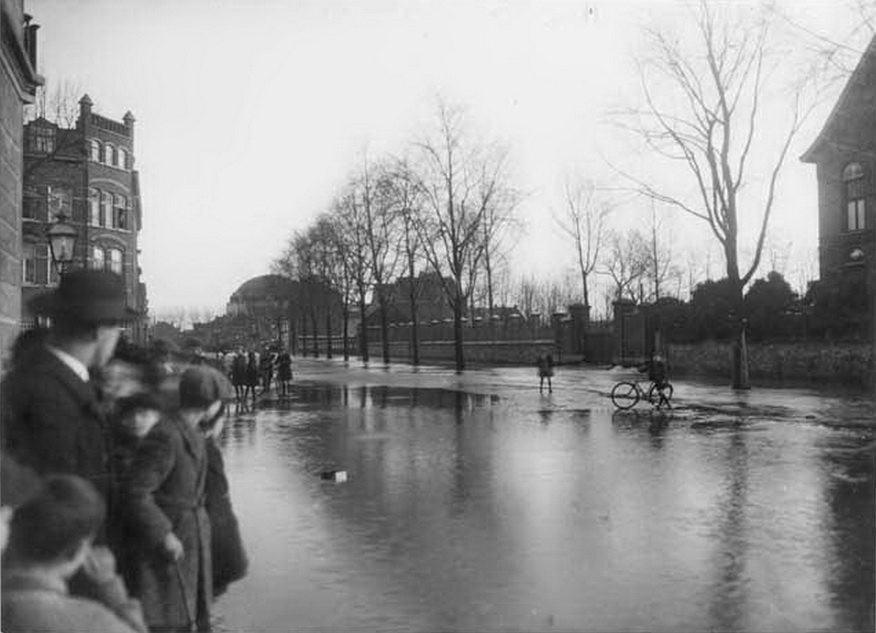
Hoogwater in de Akerstraat, 1926
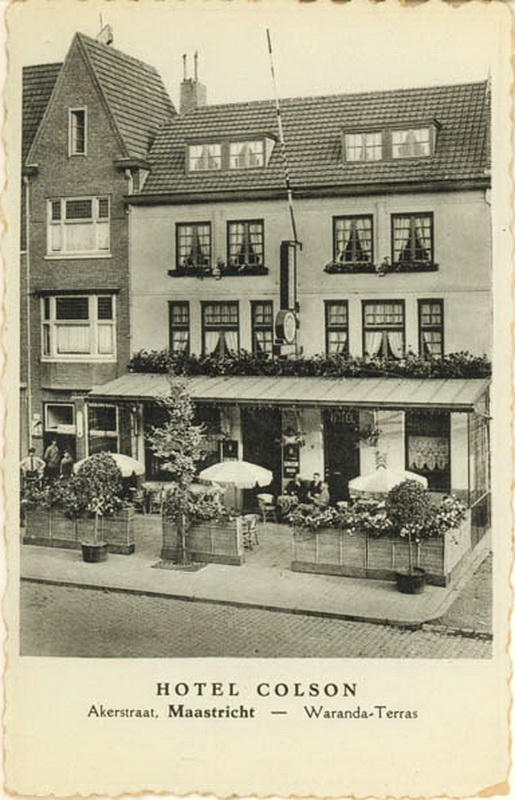
Hotel Colson, Akerstraat 11, ca. 1935

### Tweede helft twintigste eeuw
De aanleg van de Scharnerwegtunnel, waarvoor al sinds 1912 gepleit werd, begon in 1960. Al eerder was men begonnen met de afbraak van huizen op de kop van de Akerstraat. In 1959 verdween ook het grote bedrijfspand van J. Budé op de hoek van de Duitsepoort en de slagerij op de hoek van de Heugemerweg. Het vrijgekomen terrein, dat slechts ten dele benut werd voor de tunnelbouw, bleef tot op heden onbebouwd. Voor de bouw van de tunnel werd 33.000 kubieke meter grond verzet en moest een hoeveelheid water van 3000 kubieke meter per uur worden afgevoerd. Dat laatste gebeurde via een 670 meter lange persleiding, die door de Hoogbrugstraat naar de Maas liep. De kosten bedroegen 8,1 miljoen gulden. Op 30 oktober 1962 werd de tunnel in gebruik genomen, op dat moment de langste spoorwegtunnel van Nederland, met een lengte van 424 meter (waarvan 91 meter overdekt). De officiële opening door gouverneur Frans Houven vond plaats op 4 juli 1963. Na het gereedkomen van de tunnel veranderde de verkeerscirculatie, waardoor de Akerstraat meer dan ooit een belangrijke verkeersader werd.
Het 23 hectare grote fabrieksterrein van de Société Céramique werd in 1988 eigendom van de gemeente Maastricht. Deze gaf opdracht aan de architect Jo Coenen om een masterplan te maken voor een woonwijk, die een uitbreiding van de Maastrichtse binnenstad moest worden. Na sloop van de meeste fabrieksgebouwen, inclusief de Villa Defesche, verrees hier de wijk Céramique met brede straten en lanen, waaraan (internationaal) bekende architecten prestigieuze woongebouwen, kantoren en diverse culturele voorzieningen bouwden. Aan de Akerstraat verrees het woongebouw Porta I, dat in 1993 als een van de eerste gebouwen werd opgeleverd. In de bocht van de Avenue Céramique, die in het verlengde van de Wilhelminasingel was aangelegd, verrees eind jaren 1990 het gebouw La Fortezza van de Zwitserse architect Mario Botta. Hier was aanvankelijk de nieuwe huisvesting van de Rechtbank Maastricht gedacht, maar deze koos in 1995 voor het voormalige Ziekenhuis Sint Annadal in Maastricht-West.
Van 2003 tot 2005 verrees aan de zuidzijde van het Stationsplein het postmodernistische kantorencomplex De Colonel van de Duitse architect Hans Kollhoff met aan de zijde van de Akerstraat een vijftien verdiepingen tellende kantoortoren, die sindsdien het aanzien van de straat medebepaalt. Tegelijkertijd werd de stationsomgeving opnieuw ingericht, waarbij de karakteristieke entreegebouwtjes van de voetgangerstunnel (beton, glas en badkamertegeltjes) verdwenen.

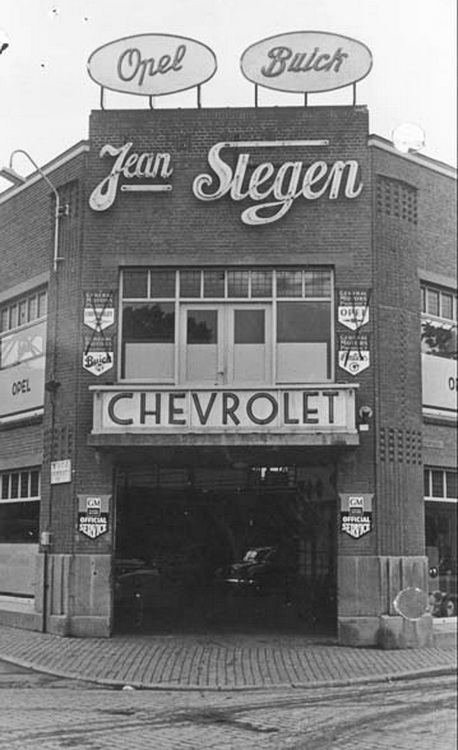
Garage Jean Stegen, hoek Spoorweglaan, 1955
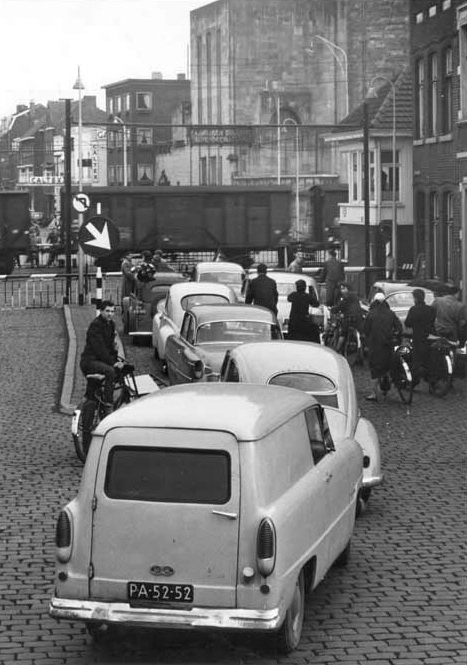
File bij de spoorwegovergang, 1955
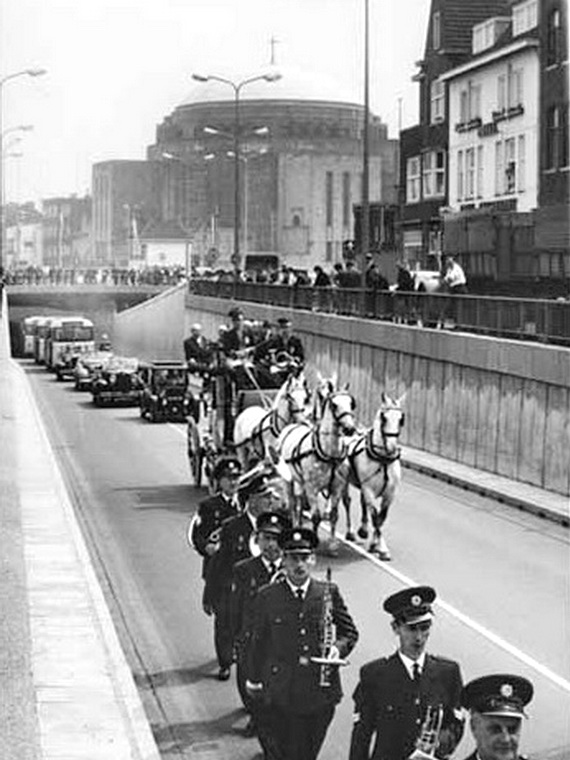
Opening van de tunnel, 4 juli 1963
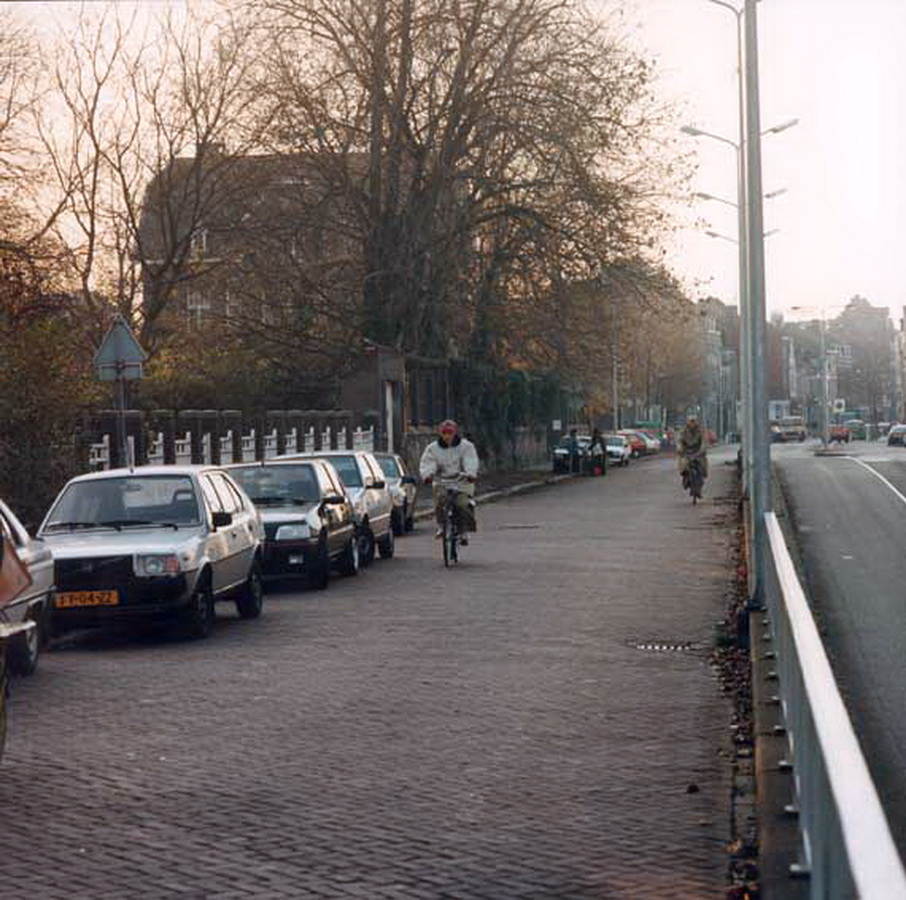
Zuidelijke ventweg voor de transformatie, nov. 1990

## Cultuurhistorisch erfgoed; architectuur
De bebouwing van de Akerstraat bestaat uit woonhuizen, enkele bedrijfspanden, een tweetal grotere appartementencomplexen en een kantoorvleugel van een gebouw met gemengde bestemming. Aan beide zijden van de straat wisselen vooroorlogse en naoorlogse gebouwen elkaar af. De straat telt één rijksmonument en vijf gemeentelijke monumenten.

### Akerstraat, noordzijde
Op de hoek van de Spoorweglaan (nr. 19) ligt de voormalige garage Fissette/Stegen, tegenwoordig een tapijtwinkel. Het bedrijfsgebouw met woonhuis uit 1926 is gebouwd in expressionistische stijl. Het woonhuis, gelegen aan de Spoorweglaan, bestaat uit drie bouwlagen; de voormalige garage uit twee, beide onder een plat dak. De garage heeft vijf traveeën aan de Akerstraat en vier aan de Spoorweglaan, met daartussen een afgeschuinde hoektravee. Deze is tegenwoordig grijs geschilderd en heeft een vernieuwde toegangspui met daarboven een deels gesloopt balkon. De gevels zijn van roodbruine baksteen met een grijze, kunststenen plint. Tussen de brede vensters bevinden zich gemetselde pilasters met expressionistisch siermetselwerk. De verticale banen in het metselwerk zetten zich voort in de plint. Op de begane grond zijn de bovenlichten van de vensterpuien dichtgezet met beplatingen. De vensters op de verdieping zijn voorzien van meerruits bovenlichten met geel en blauw glas in lood.
|                                            |  |  |
| Akerstraat 8: trafostation met geveldetail |  |  |

Het rijksmonument Akerstraat 8 (nr. 4 volgens Google Maps) is in het voorbijgaan een vrij onopvallend bouwwerk in de gesloten wand van de Akerstraat. Het distributie- of trafogebouw van het gemeentelijk elektriciteitsbedrijf, ook wel "inkoopstation van elektrische stroom", werd omstreeks 1925 gebouwd door een onbekende architect, mogelijk H. de Ronde. Achter de expressionistische gevel gaat een langgerekt gebouw schuil met een rechthoekige plattegrond en een kleine uitbouw aan de achterkant. Het bestaat uit twee bouwlagen onder een plat dak met een dakopbouw. Deze vanaf de straat nauwelijks zichtbare opbouw ("lantaarn" in de terminologie van de RCE) heeft een zadeldak tussen twee kopgevels. De zeer expressieve voorgevel van bruine baksteen is symmetrisch opgebouwd. Centraal in de gevel bevindt zich een dubbele stalen deur binnen een decoratieve strekkenlijst, die de toegang als een stralenkrans omlijst. Daarboven bevindt zich een uitstulpend venster met glas in lood. Tussen deur en venster bevindt zich siermetselwerk in de vorm van een getrapte console die naar beneden toe uitloopt in een sluitsteen. Boven het venster is een zwaar gedimensioneerde betonnen latei geplaatst. De gevelhoeken zijn voorzien van uitstulpende lisenen waarin kleine glas-in-loodvensters zijn aangebracht op gemetselde consoles. Boven de vensters rijst een gemetselde kolom met muizentanddecoraties op. De gevel wordt afgesloten door een over de hele breedte doorlopende viervoudige, gemetselde profiellijst, waarvan de uitstulpende delen worden afgedekt door hardstenen platen, die een horizontaal streeppatroon vormen. Het interieur is min of meer in oorspronkelijke staat, met onder andere terrazzovloeren en lambriseringen van gele tegels.
Ten westen van het trafogebouw ligt een complex van appartementengebouwen uit de jaren 1980. Het vervangt een aantal gesloopte panden uit het begin van de twintigste eeuw, waarvan er drie deel uitmaakten van het bedrijfspand van het Limburgsch Landbouwsyndicaat, alsmede een dubbel woonhuis op de hoek van de Alexander Battalaan. De nieuwbouw is typerend voor de woningbouw van die tijd. Door het complex op te delen in drie afzonderlijke gebouwen, alle drie met een iets andere gevelhoogte en -indeling, is getracht de monotonie van het bouwblok te doorbreken en het geheel in te passen in de bestaande straatwand. Onder de hoog opgaande daken gaat een extra bouwlaag schuil; bij het smalle middendeel zelfs twee.
Op de andere hoek van de Akerstraat en de Alexander Battalaan (nrs. 88-90) ligt een winkel-woonhuis uit 1900, gebouwd in eclectische stijl. Het pand, bekend als Music House Daan Smit, naar de vorige eigenaar, bestaat uit twee bouwlagen onder een mansardedak. De gevel aan de Akerstraat bestaat uit vijf traveeën; die aan de Alexander Battalaan uit twee. De hoektravee met gemetselde hoeklisenen eindigt in een tuitgevel met een oculusvenster. De gevels zijn opgetrokken in baksteen met gepleisterde banden en rustend op een gestucte plint met blokmotief. Het metselwerk is later wit geschilderd met lichtgele banden. De brede, geprofileerde bakgoot rust op houten sierklosjes. Daaronder bevindt zich een gemetselde sierlijst. Aan de kant van de Akerstraat en op de hoek bevinden zich op de eerste verdieping drie balkons met smeedijzeren hekwerken. De winkelpuien zijn niet oorspronkelijk. De op het hoekpand aansluitende bedrijfsruimten, drie lagere panden, zijn in 2021 gesloopt, met uitzondering van de pui van het rechterpand. Hier worden appartementen boven een commerciële ruimte gebouwd.
Akerstraat 18-20 zijn twee verwante bedrijfspanden met werkplaatsen en bovenwoningen gebouwd in eclectische stijl, nr. 20 in 1914. Laatstgenoemd pand is een gemeentelijk monument, het andere niet. Het linker pand (nr. 20) bestaat uit vier traveeën, het rechter uit drie. Beide tellen drie bouwlagen onder een mansardedak, met respectievelijk drie en twee dakkapellen. Bij het rechterpand zijn de dakkapellen, en alle andere vensters, niet oorspronkelijk. Het metselwerk is bij beide panden vergelijkbaar: rode baksteen met speklagen van gele baksteen, bij het rechterpand ook grijsgroene baksteen. De geprofileerde houten gootlijst rust op sierklossen. De gecementeerde plint met blokmotief reikt bij het rechter pand hoger. In beide gevels bevindt zich links op de begane grond een poortdoorgang met een gemetselde segmentboog, bij het linker pand met een stalen latei. De voordeuren bevinden zich rechts in de gevel, eveneens met gemetselde segmentbogen. Nr. 20 bezit nog de oorspronkelijke voordeur met bovenlicht, even als de oorspronkelijke houten T-ramen met bijzondere meerruits bovenlichten.
Het hoekpand Wilhelminasingel 127 is gebouwd in dezelfde eclectische stijl en dateert eveneens uit 1914. Het pand telt drie bouwlagen, een smalle gevel aan de Akerstraat, een brede aan de Wilhelminasingel en daartussen een afgeschuinde hoektravee. Deze laatste telt een extra verdieping in de vorm van een Vlaamse gevel met drie segmentboogvormige venstertjes, daarboven een gemetselde balustrade en geflankeerd door hoekkolommen met kunststenen bekroning. De bakstenen voorgevel heeft aan beide zijden een gestucte plint met blokimitatie. Door het schilderen van de gevel zijn de decoraties van lisenen en segmentbogen boven de vensters moeilijk te onderscheiden. De toegang bevindt zich in de hoektravee onder een zeer breed segmentboogvormig bovenlicht. Daarboven zijn op de eerste verdieping twee, op de tweede verdieping drie smalle vensters gekoppeld onder een gemetselde segmentboog. De gevel aan de Akerstraat heeft aan de linker zijde in iedere bouwlaag een segmentboogvormig venster met een ongebruikelijke vorm, waarvan het onderste deel van de rechter helft ontbreekt. Net als bij de belendende panden wordt de bijna doorlopende lijstgevel afgesloten door een gemetselde tandlijst.

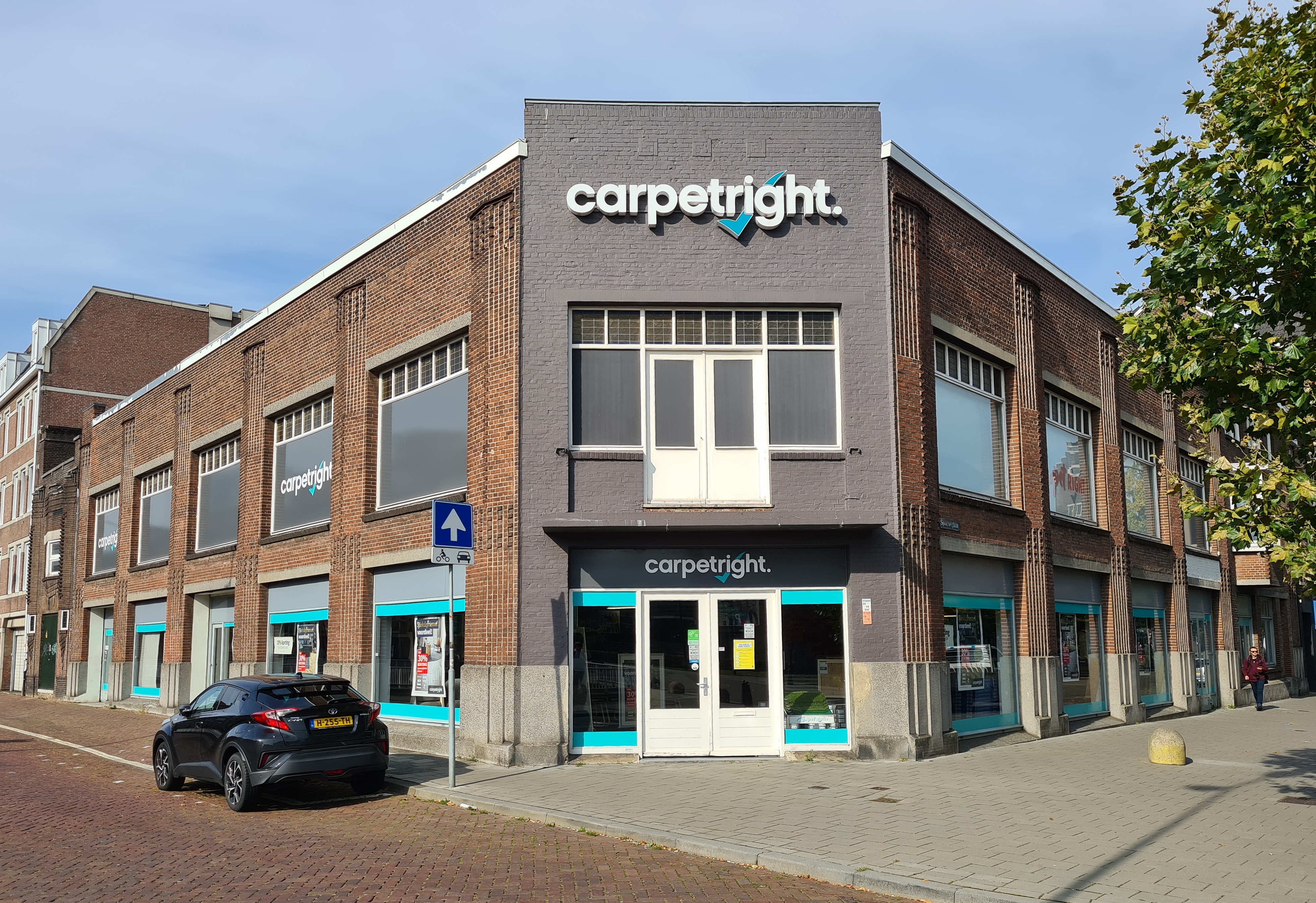
Garage hoek Akerstraat-Spoorweglaan 19
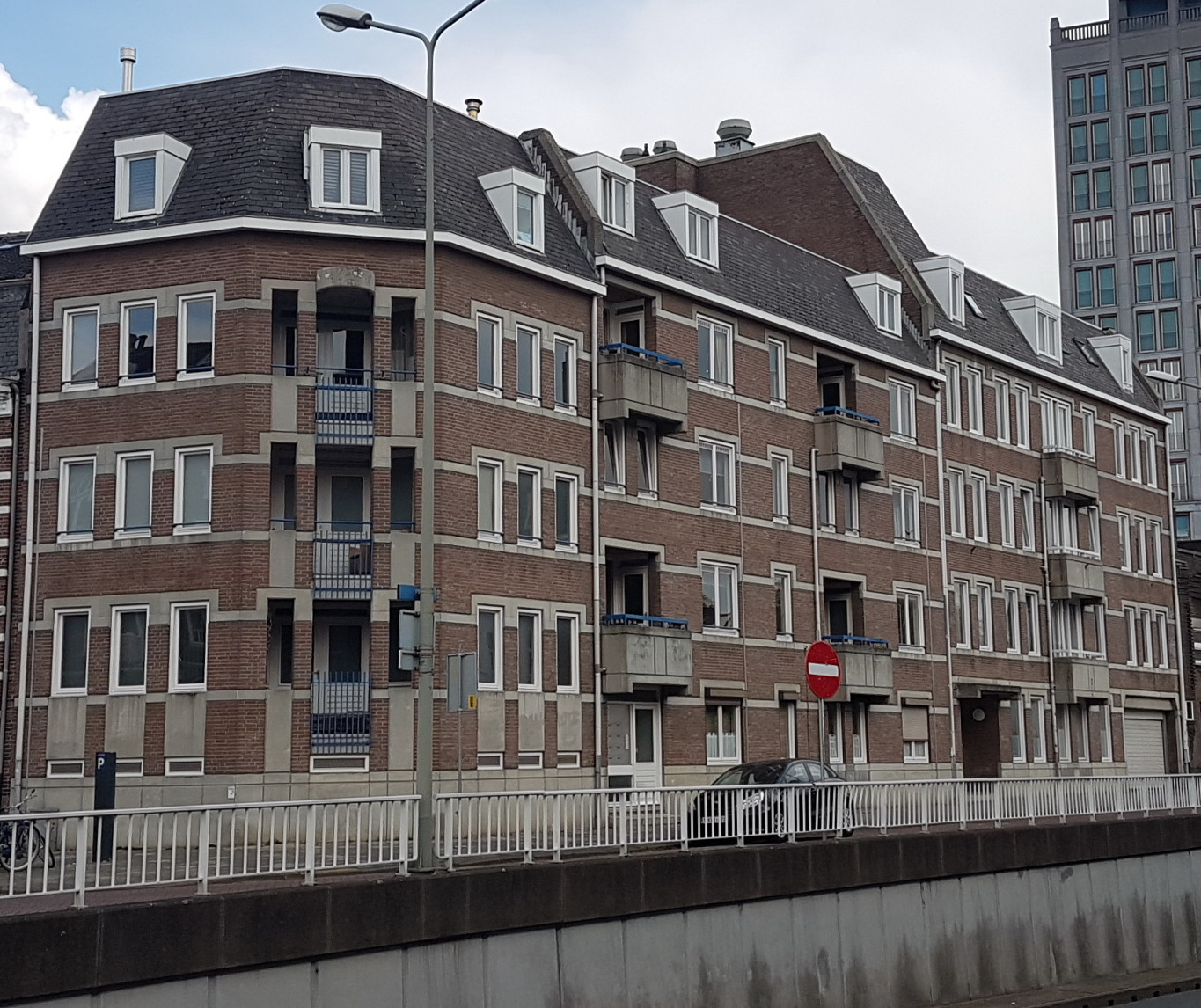
Appartementencomplex hoek Akerstraat-Alexander Battalaan
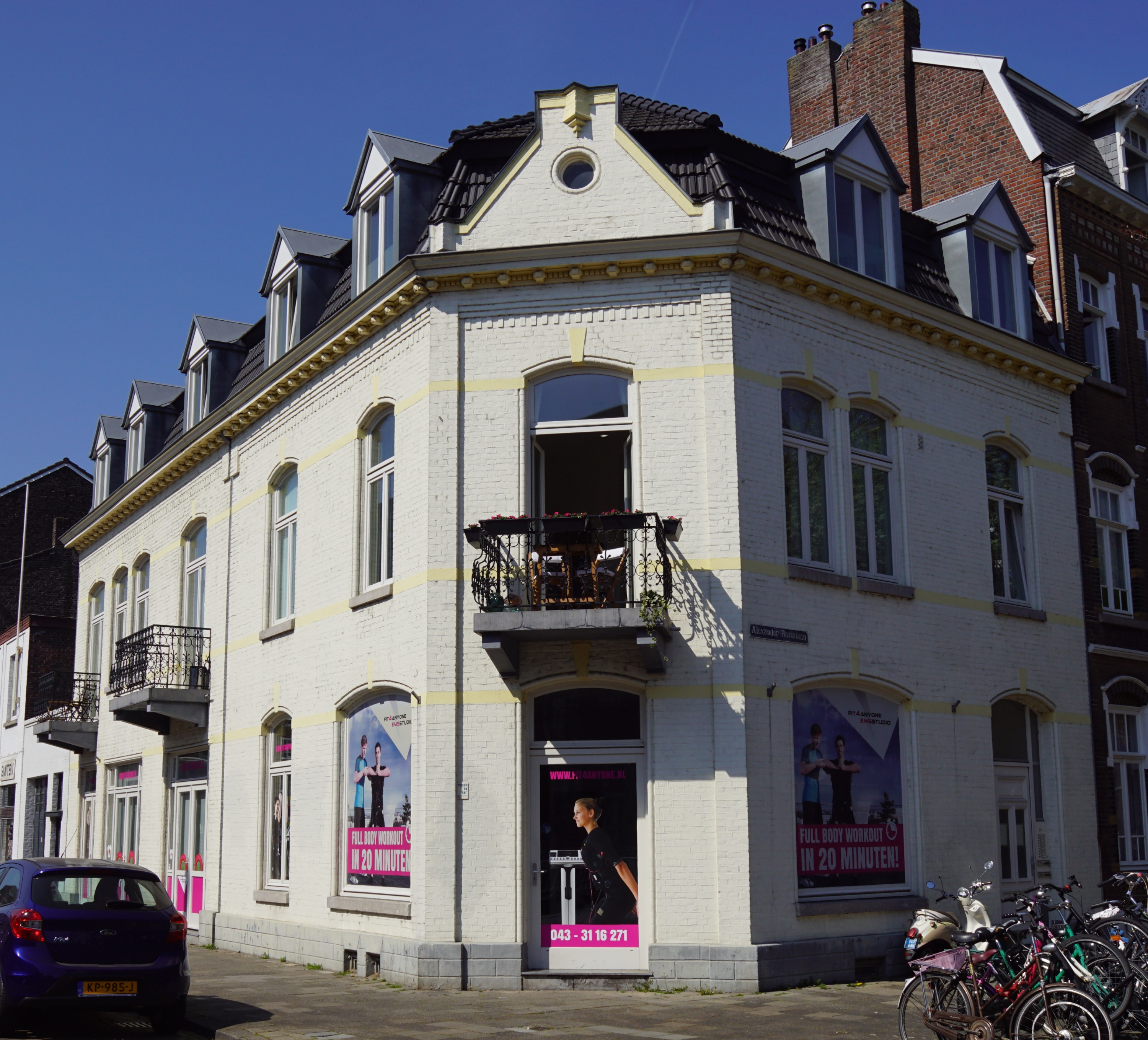
Hoekpand Akerstraat-Alexander Battalaan 88-90
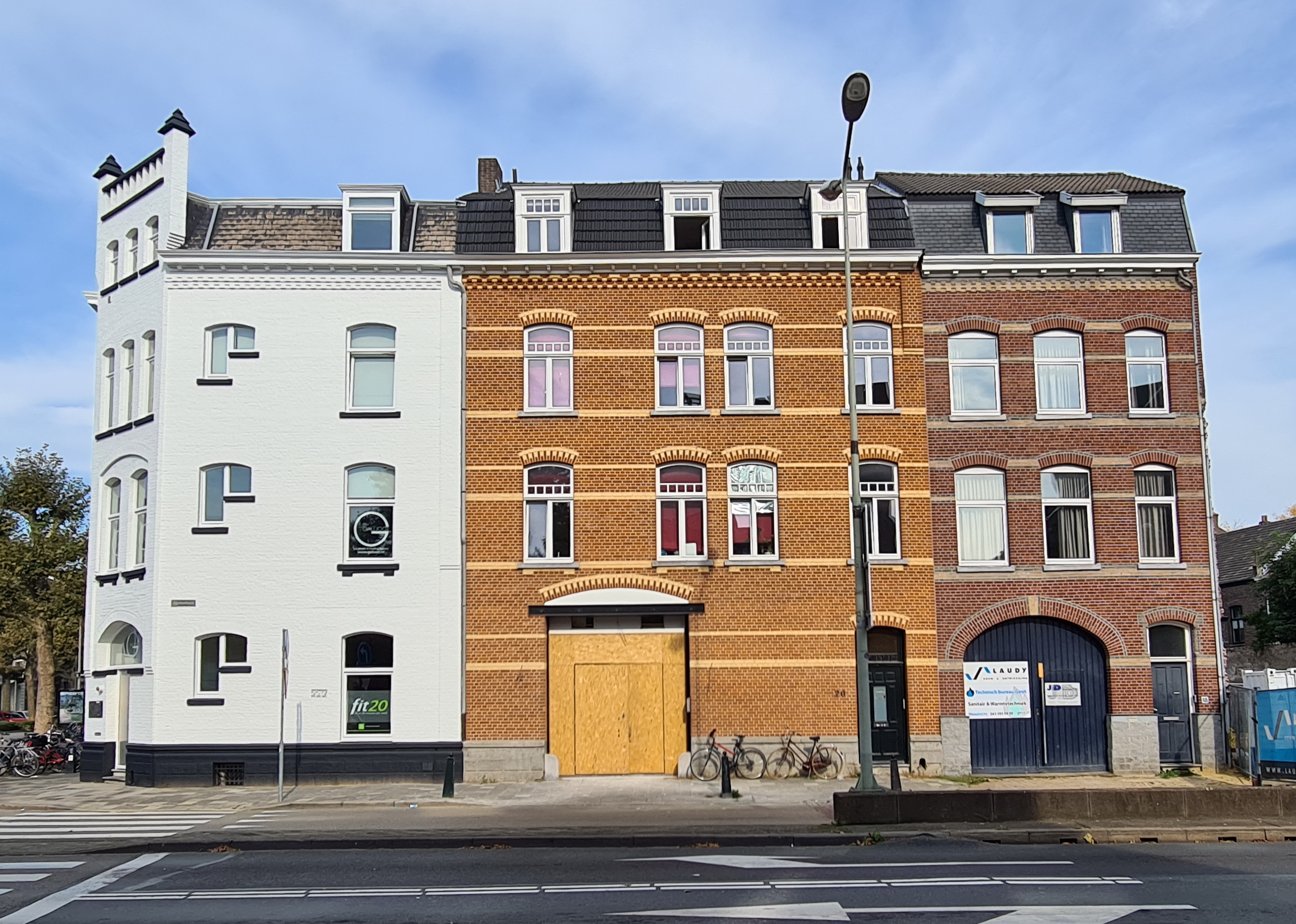
Wilhelminasingel 127 en Akerstraat 18-20

### Akerstraat, zuidzijde

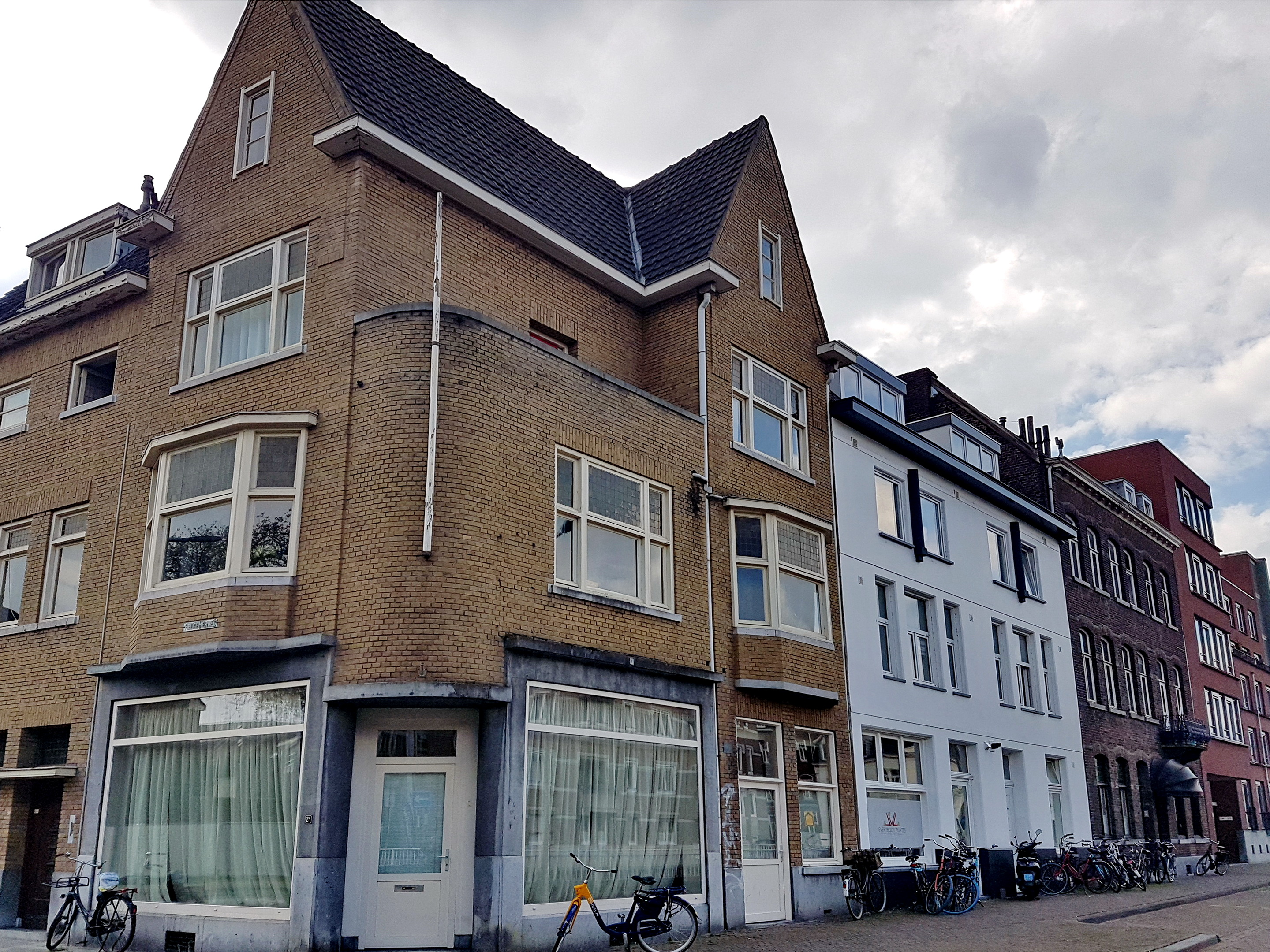
Hoekpand Heugemerweg 2a-c, Akerstraat 9-15 en een deel van Porta I

Het winkelwoonhuis op de hoek Akerstraat-Heugemerweg (nrs. 2a, 2b en 2c) is een gemeentelijk monument. Het pand behoort tot het vrij kleine oeuvre van de Maastrichtse architect Jos Joosten, die in het tweede kwart van de twintigste eeuw werkte in de stijl van het nieuwe bouwen. Hij is met name bekend als ontwerper van het warenhuis Maussen en het brouwhuis van brouwerij De Ridder, beide in Wyck. Het vrij forse hoekhuis bestaat uit drie bouwlagen en een zolderverdieping onder een hoog opgaand, met pannen gedekt zadeldak. De gevels zijn gemetseld in kruisverband met gele bakstenen. Het pand heeft een asymmetrische gevelopbouw. Beide gevels bestaan uit twee delen, met aan beide kanten een lijstgevel en een puntgevel, die laatste met een erker in de tweede bouwlaag. De gevelindeling is afwisselend met vensteropeningen in diverse afmetingen, soms met glas-in-lood bovenlichten. De voormalige winkelentree bevindt zich op de afgeschuinde hoek. De grote etalageruiten aan weerszijden daarvan zijn waarschijnlijk niet oorspronkelijk. De hoek is in de tweede bouwlaag afgerond met in de derde bouwlaag een balkon dat zich aan de kant van de Akerstraat voortzet.
De naastgelegen dubbele woonhuizen Akerstraat 9-15 zijn geen monumenten. Nummer 9-11 is waarschijnlijk in de jaren 1920 of 1930, in dezelfde tijd als het hoekhuis, tot stand gekomen, mogelijk ter vervanging van oudere bebouwing (zie noot 1). Met zijn gladde, wit gestucte gevel heeft het een modernistische uitstraling, wat versterkt wordt door de verticale elementen tussen de vensters op de tweede verdieping: twee zwart geschilderde, halfronde kolommen met een vierkant blok als basement. Akerstraat 13-15 oogt juist heel traditioneel met zijn vrijwel onversierde, donkere baksteengevel. De gevelindeling is symmetrisch, op het balkon in de rechtergevel na. Het smeedijzeren balkonhekje, de glas-in-lood bovenlichten op de begane grond van het linkerpand, en de beide voordeuren zijn alle oorspronkelijk.

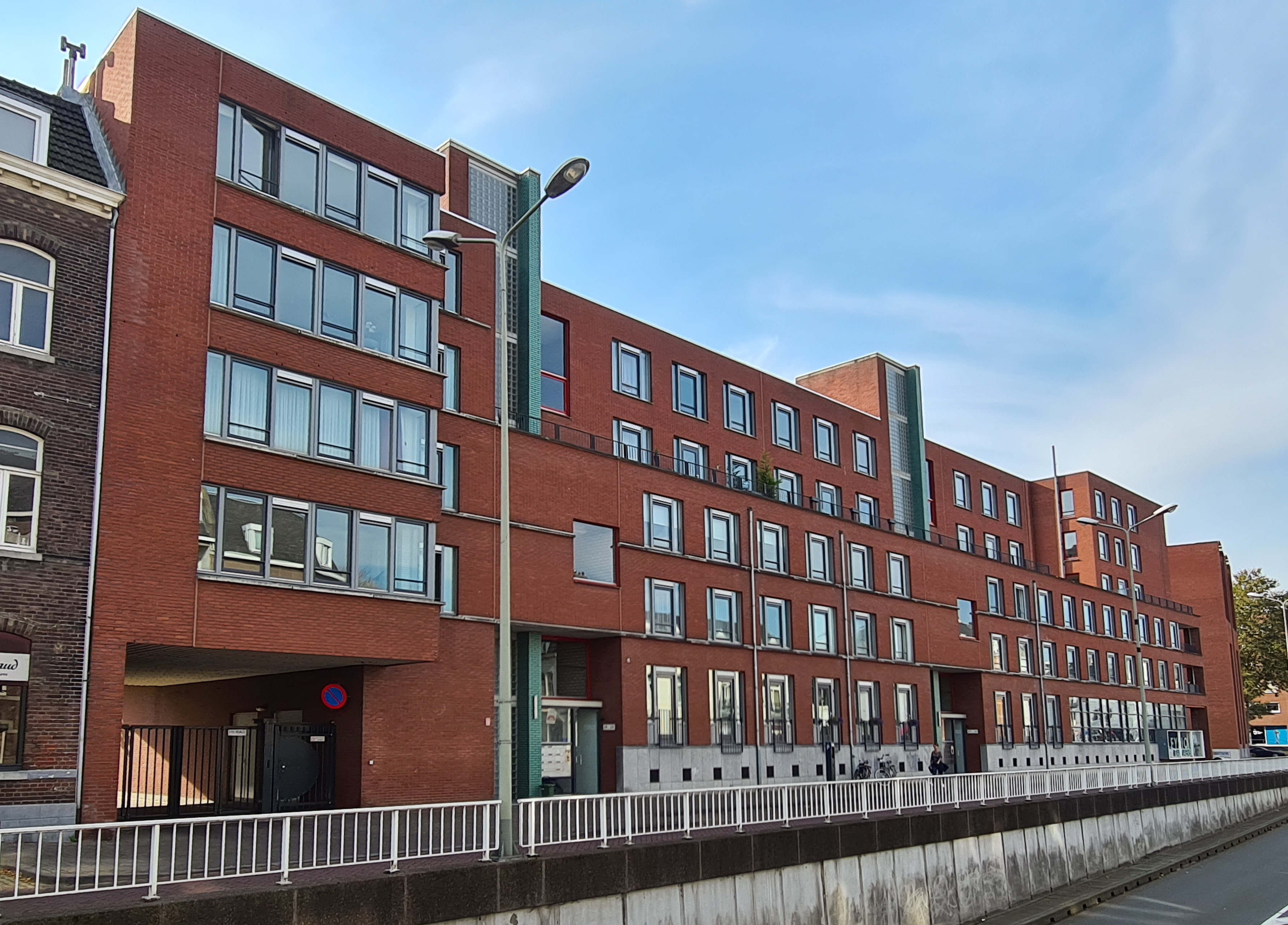
Porta I, gezien vanuit het noordoosten

Tussen Akerstraat, Clermontlunet, Heugemerweg en Sphinxlunet ligt Porta I & II (Boosten/Rats/Teeken, 1992-93), een van de eerste gebouwen in de nieuwe wijk Céramique. Het appartementengebouw heeft aan elk van de vier straten een eigen gezicht. De vier bouwdelen omsluiten een niet-openbare binnentuin. Aan de kant van de Akerstraat moest het blok aansluiten op de bestaande bebouwing. Dit bouwdeel, even als dat aan de Clermontlunet, is ontworpen door het bureau van Theo Boosten, dat na de dood van Boosten in 1990 werd voortgezet door Alfons Rats. De gevels zijn opgetrokken in rode baksteen met een hoge plint van natuursteen (vanwege de onderliggende parkeergarage). Kenmerkend zijn de terugwijkende entrees met glazen bouwstenen en groen geglazuurde baksteen. Diezelfde sculpturale versieringen zijn te vinden aan de trappenhuizen/liftschachten op de hogere verdiepingen, die eveneens terugwijken. De kleur groen verwijst naar het koperen dak van de nabije Koepelkerk, ontworpen door de grondlegger van het architectenbureau, Alphons Boosten.
Op de hoek van de Akerstraat en Avenue Céramique ligt La Fortezza (Mario Botta, 1999). Het gehele complex bestaat uit een centraal geplaatst woongebouw van negen verdiepingen en twee lagere kantoorvleugels, die naar de uiteinden toe in hoogte toenemen. Het ronde woongebouw staat in de as van de Wilhelminasingel en vormt daarmee een duidelijke afsluiting van de historische binnenstad. De vleugels zijn onder een hoek van iets minder dan negentig graden geplaatst en omarmen als het ware de buitenbocht in de Avenue Céramique. Door de niet geheel haakse plaatsing van de vleugels, staat de kopgevel aan de Akerstraat onder een hoek ten opzichte van de rooilijn – een eigentijdse invulling van de negentiende-eeuwse verplichting om de straathoeken in het 'deftige' deel van Wyck af te schuinen. Aan de kwaliteit van het metselwerk is, zoals altijd bij Botta, veel aandacht besteed. De dieprode baksteen contrasteert met de lichtgrijze, natuurstenen plint en de zwarte, stalen vensters. Opvallend zijn de licht gebogen, glazen luifels boven de twee verdiepingen hoge loggia's.

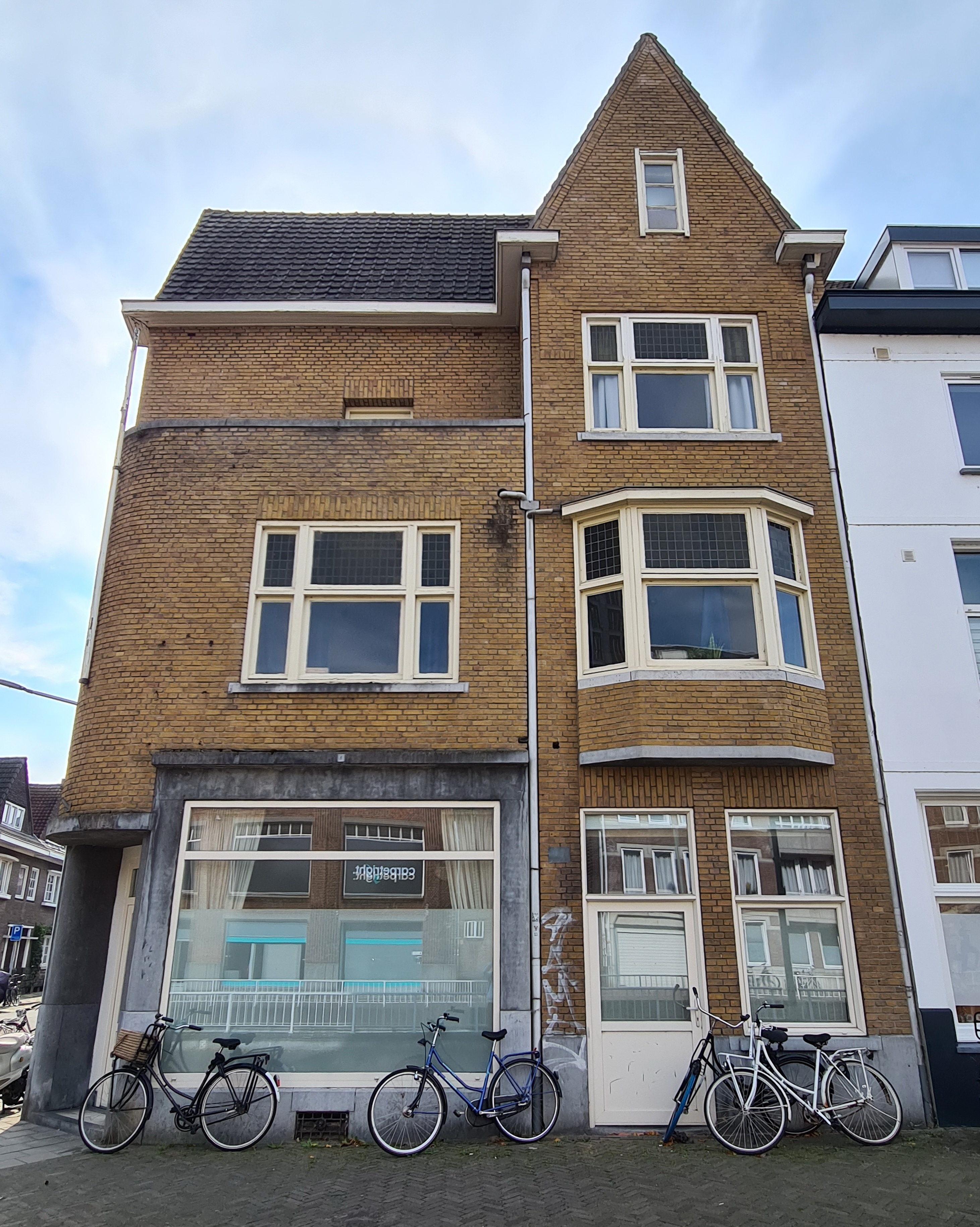
Hoekpand Heugemerweg
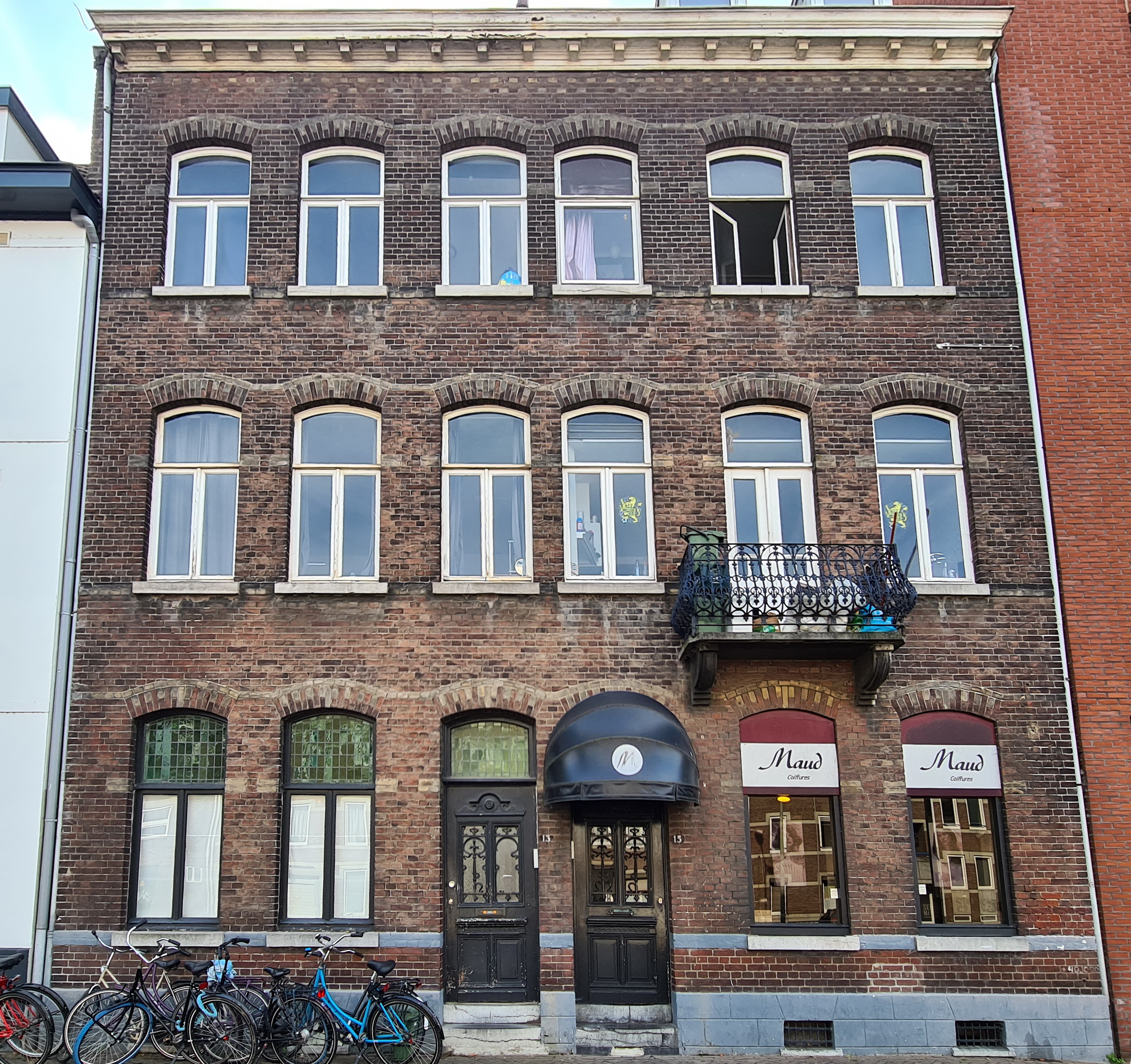
Akerstraat 13-15
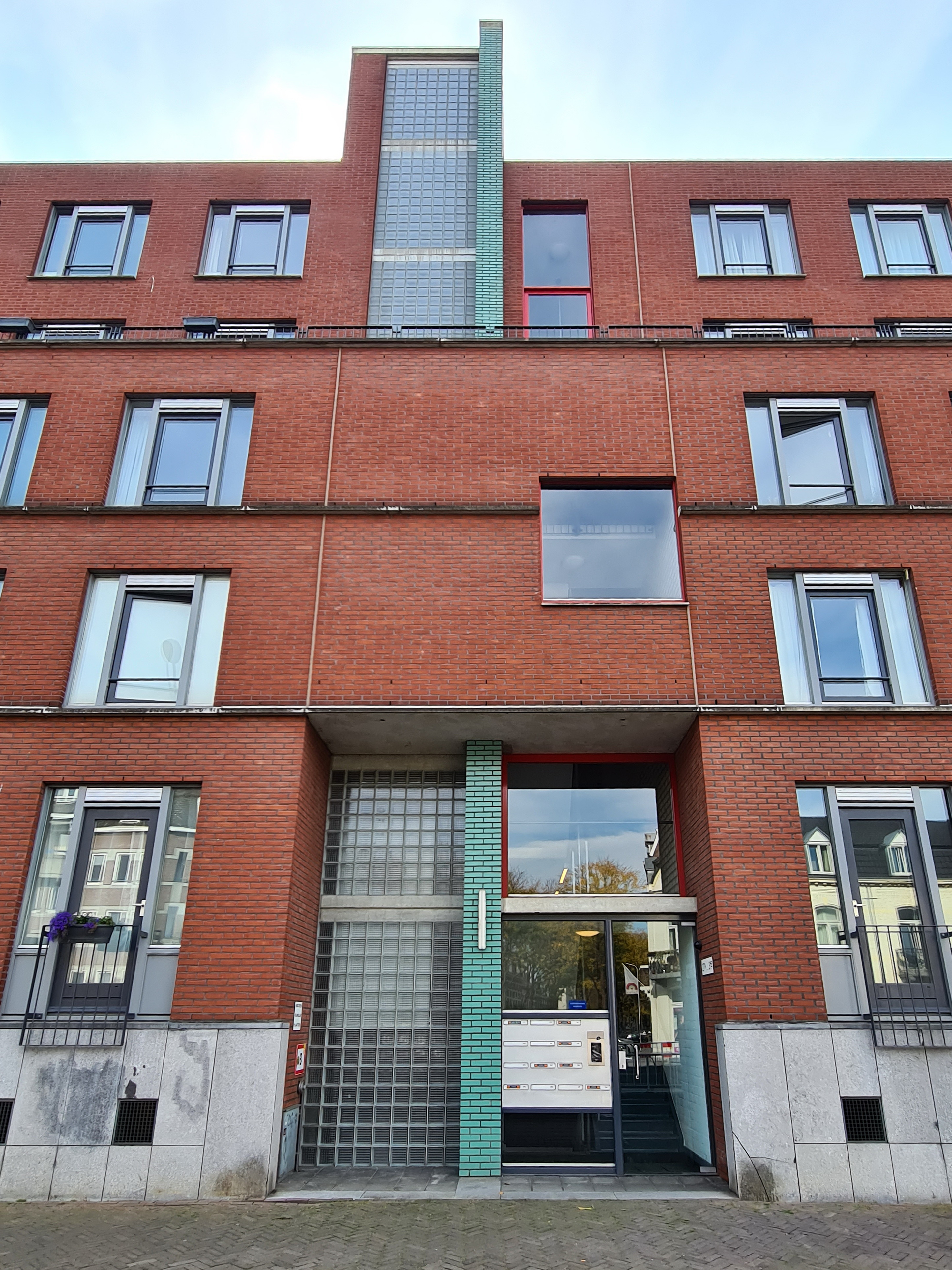
Detail Porta I, entree
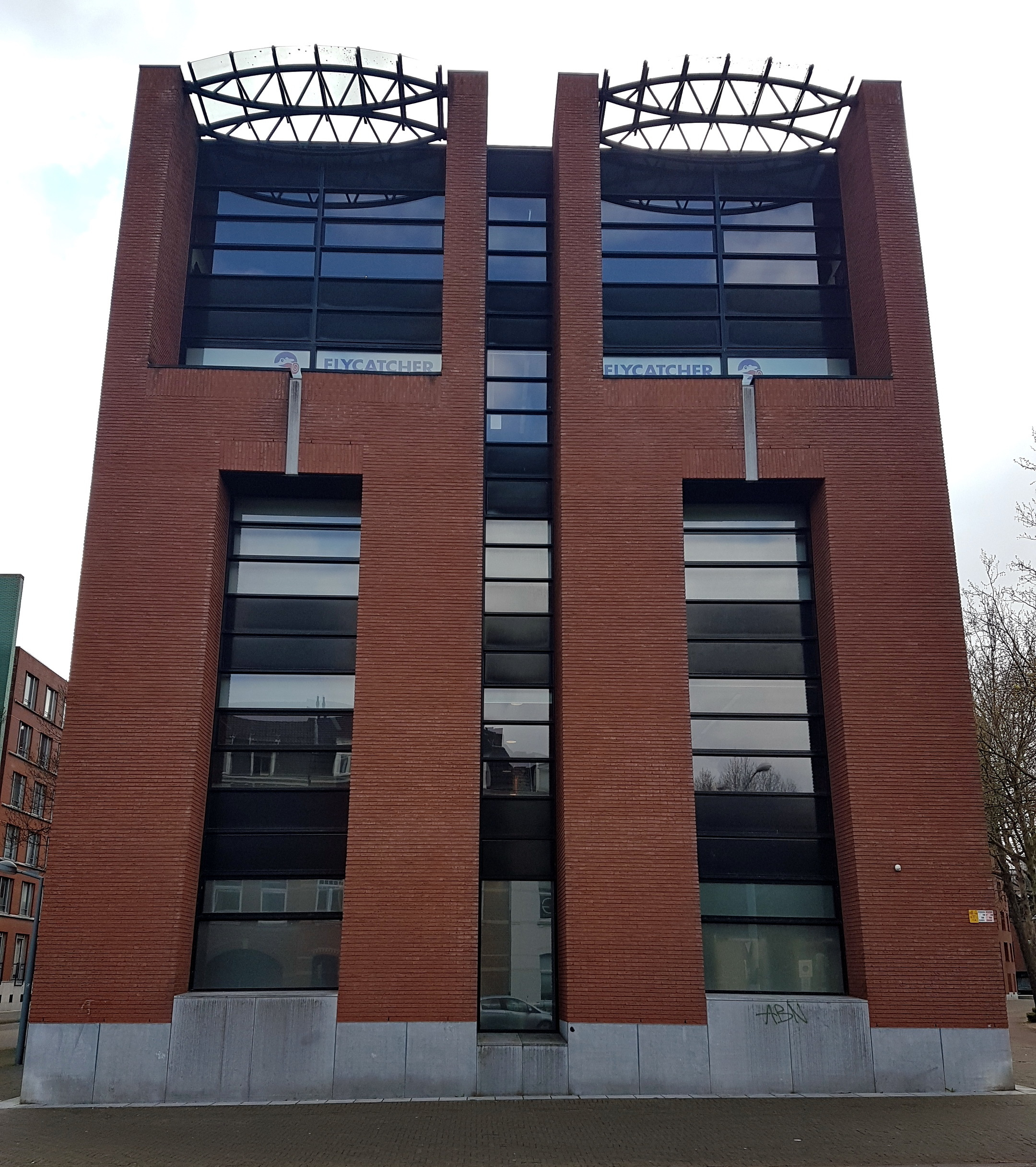
La Fortezza, kopgevel